# Teudis angusticeps
Teudis angusticeps là một loài nhện trong họ Anyphaenidae.
Loài này thuộc chi Teudis. Teudis angusticeps được Eugen von Keyserling miêu tả năm 1891.